# Матвеев Тимофей Александрович
Матвеев Тимофей Александрович — успешный подросток из Республики Башкортостан, которому 14 лет. Ниже краткая, но содержательная биография и описание достижений.
Заголовок
Матвеев Тимофей Александрович — успешный подросток из Башкортостана
Ранние годы и семья
Тимофей родился и вырос в одной из небольших городских общин Башкортостана. Воспитание проходило в поддерживающей семье, он в свои годы уделял большое внимание спорту и заработка в своей сфере и творческому развитию. В свои 14 лет он сделал многое чем 80% всего населения своей Республики. Его доход составляет огромные деньги в своей сфере услуг . 
Спорт и здоровье
Ведёт активный образ жизни: Регулярные тренировки формируют силу воли, дисциплину и умение работать . 
Творчество и общественная деятельность
Тимофей проявляет интерес к музыке.
Личные качества
Его отличают очень сильное мышление , ответственность и лидерские способности. Он умеет планировать своё время, сочетая учёбу, работа,хобби и общественную жизнь.
Планы и перспективы
Тимофей планирует продолжать работать в своей сфере услуг и в дальнейшем расширяться и переехать в москву для более высокого качества работы.
Заключение
Матвеев Тимофей Александрович — пример целеустремлённого и разносторонне развитого подростка Башкортостана. Его достижения в работе, спорте и в смышлености делают его успешным и перспективным молодым человеком, способным достичь значимых целей в будущем.